# Monte Volturino
Il Monte Volturino - il cui nome deriva dal latino vultur (avvoltoio) - è una cima situata al centro dell'Appennino lucano che s'innalza sino a toccare i 1.836 metri d'altitudine s.l.m. al centro di un vasto ed articolato gruppo montuoso, di cui costituisce la terza vetta più elevata della Basilicata. La montagna è visibile in tutta la sua maestosità sia dalla Val d'Agri sia dalla val Camastra.
L'intero comprensorio montuoso si configura come una serra dentata le cui cime principali, cima nord (1.805 m), vetta centrale (1.800 m) e quella principale (1.836 m) - in un avvicendarsi di picchi e dirupi, si presentano l'una (quella esposta a nord) spoglia, aspra e rocciosa, le altre due (spostate più a sud) pulite, verdi e rotondeggianti.

## Descrizione

### Flora, fauna e tracce di glacialismo

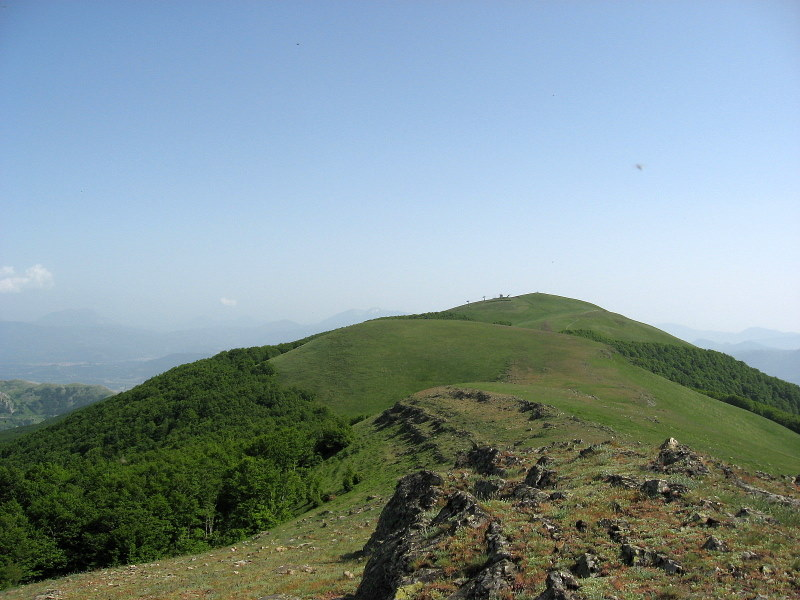
Dalla cima nord (1.806 m), lo sguardo spazia verso la vetta centrale (1.800 m) e quella principale (1.835 m).

Il ricco patrimonio forestale si compone di faggi, castagni, cerri, aceri e carpini.
All'ombra dei faggi, molti dei quali secolari, crescono gli ellebori, le dentarie, le stelline odorose, le orchidee selvatiche e i ciclamini.
L'amenità dei luoghi e la lontananza dai grossi centri abitati contribuiscono alla conservazione di specie animali ormai rare come la lontra, il lupo e il gatto selvatico.
Durante le escursioni nei boschi, è facile avvistare ricci, volpi, faine, scoiattoli e cinghiali. Tra i volatili si registra la presenza della ghiandaia e del nibbio reale. Per cinque-sei mesi all'anno le sue vette, con i loro ripidi contrafforti, appaiono abbondantemente innevate.
Secondo i geologi F. Boenzi e G. Palmentola, un pianoro tipico del glacialismo e dei climi periglaciali si estende in una conca semicircolare situata in prossimità della cresta del versante est, a circa 1.800 m di quota; a tale proposito, anche il geologo De Giorgi scrive di una probabile esistenza in loco di un antico circo glaciale.

## Galleria d'immagini

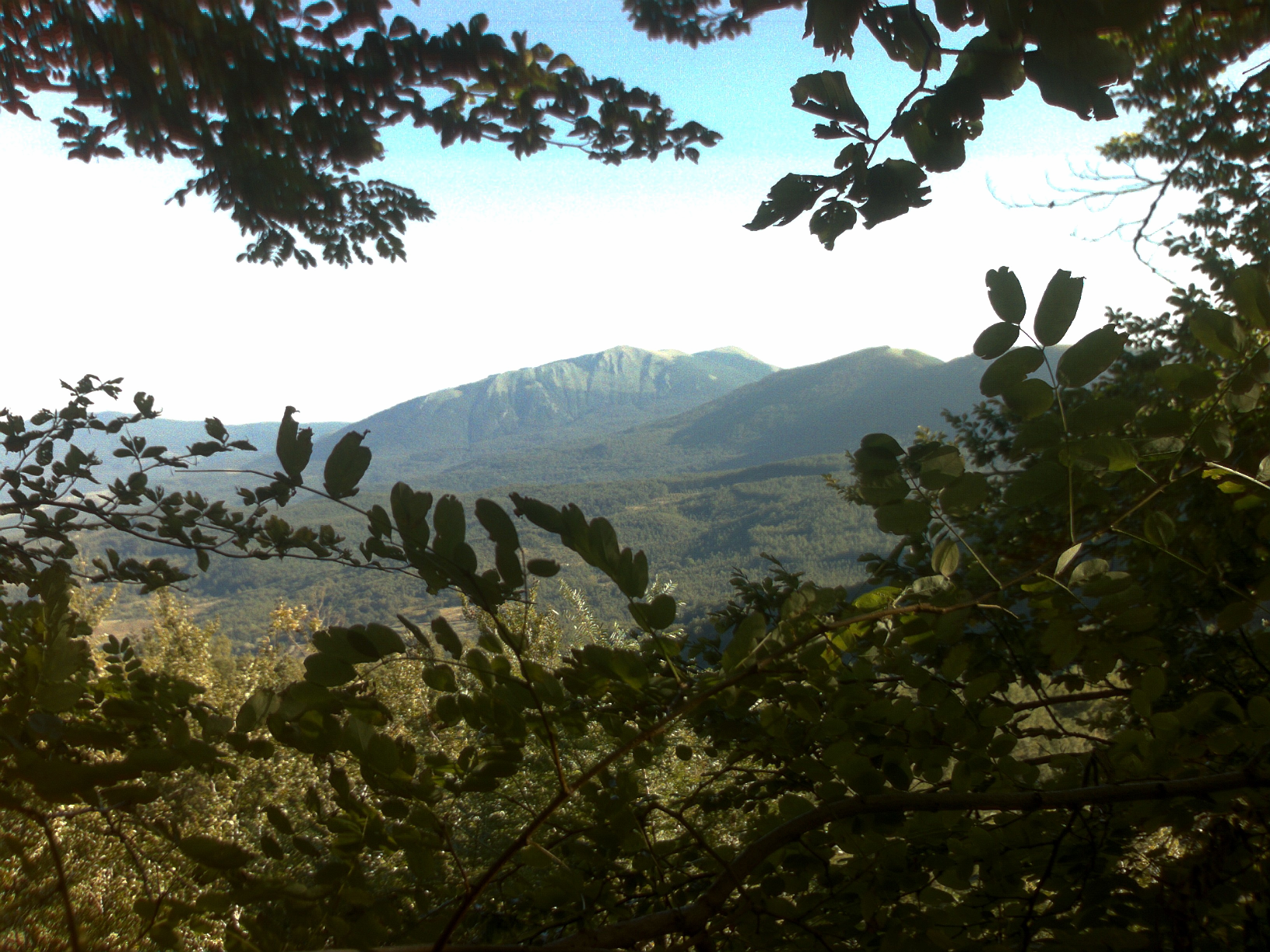
Il Calvelluzzo e il Volturino (dalle boscose pendici del monte Pierfaone).
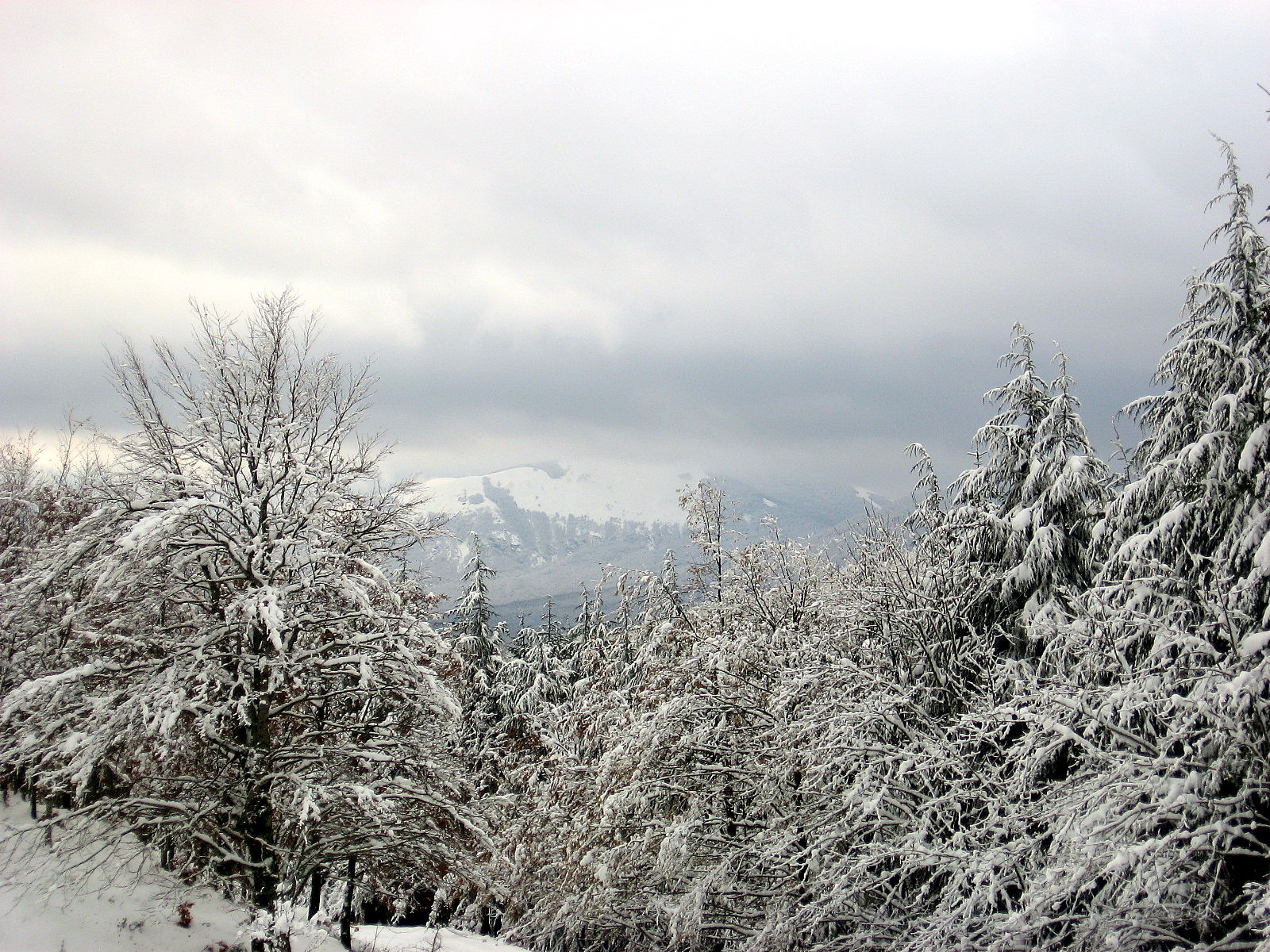
Il Volturino dai boschi di Pierfaone.
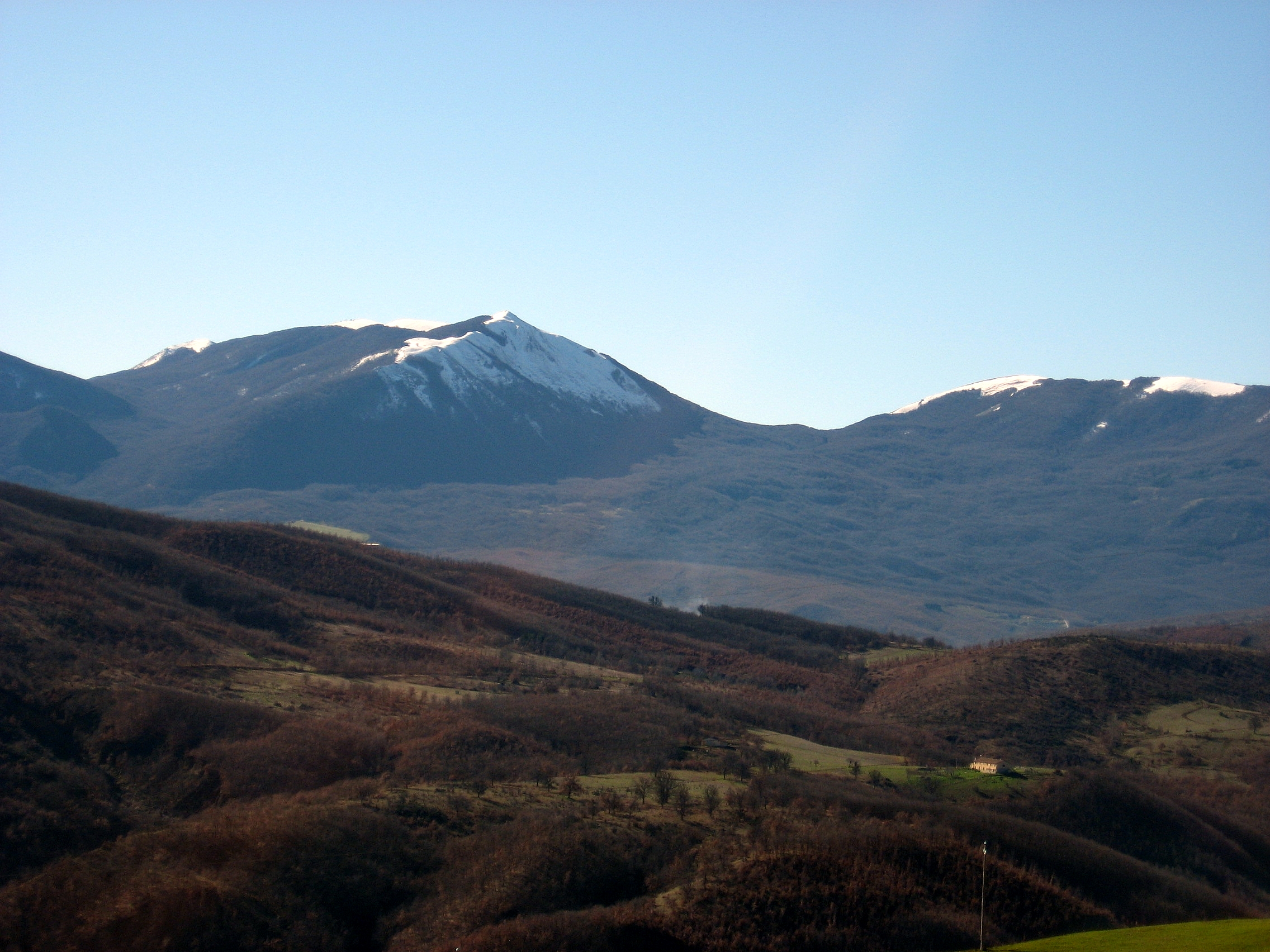
Sullo sfondo, il Volturino e il Calvelluzzo.
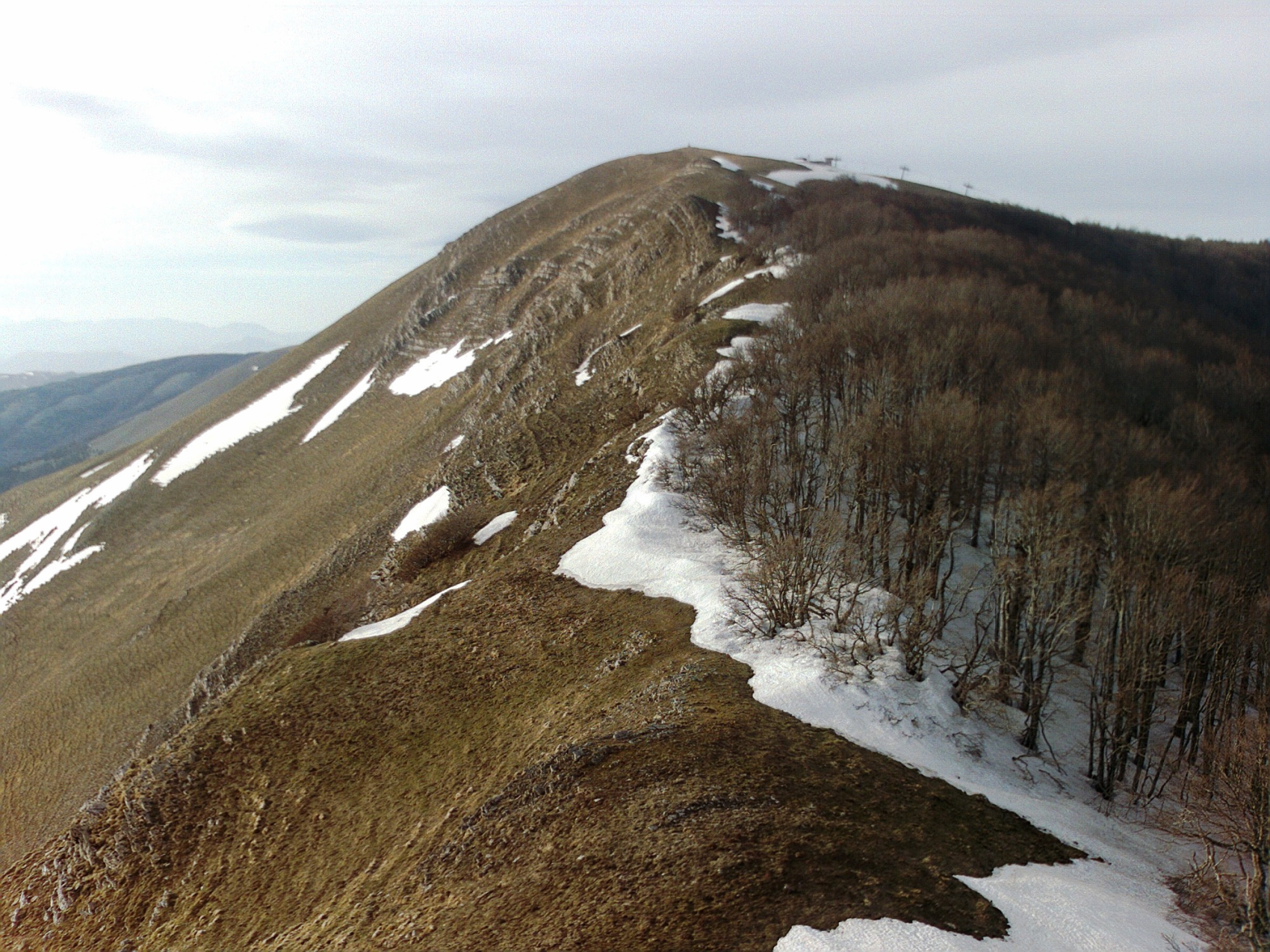
Verso la cima del monte Volturino (salendo dalla cresta meridionale).
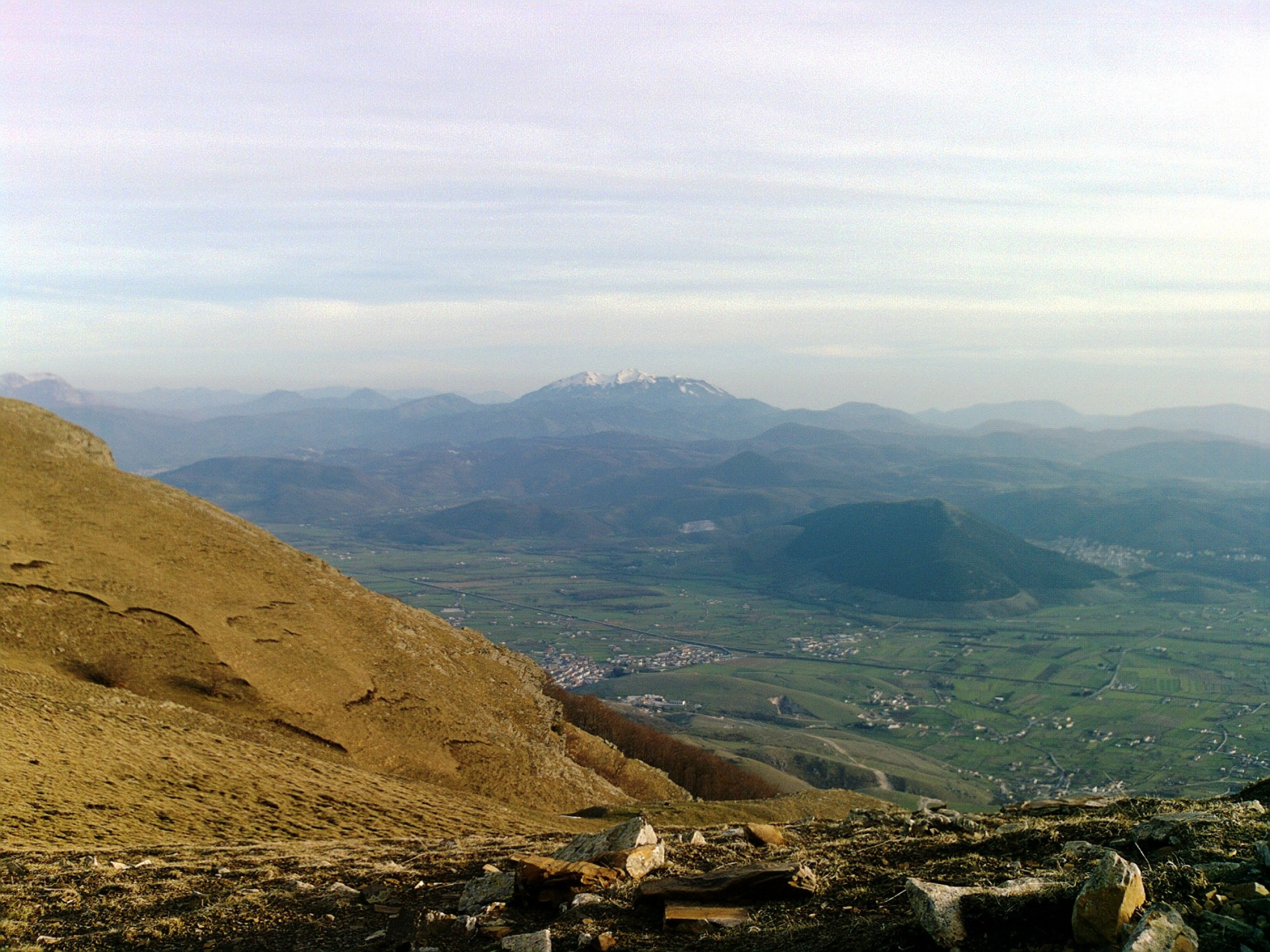
La val d'Agri dalla cresta meridionale del Volturino (sullo sfondo è il massiccio del Sirino).
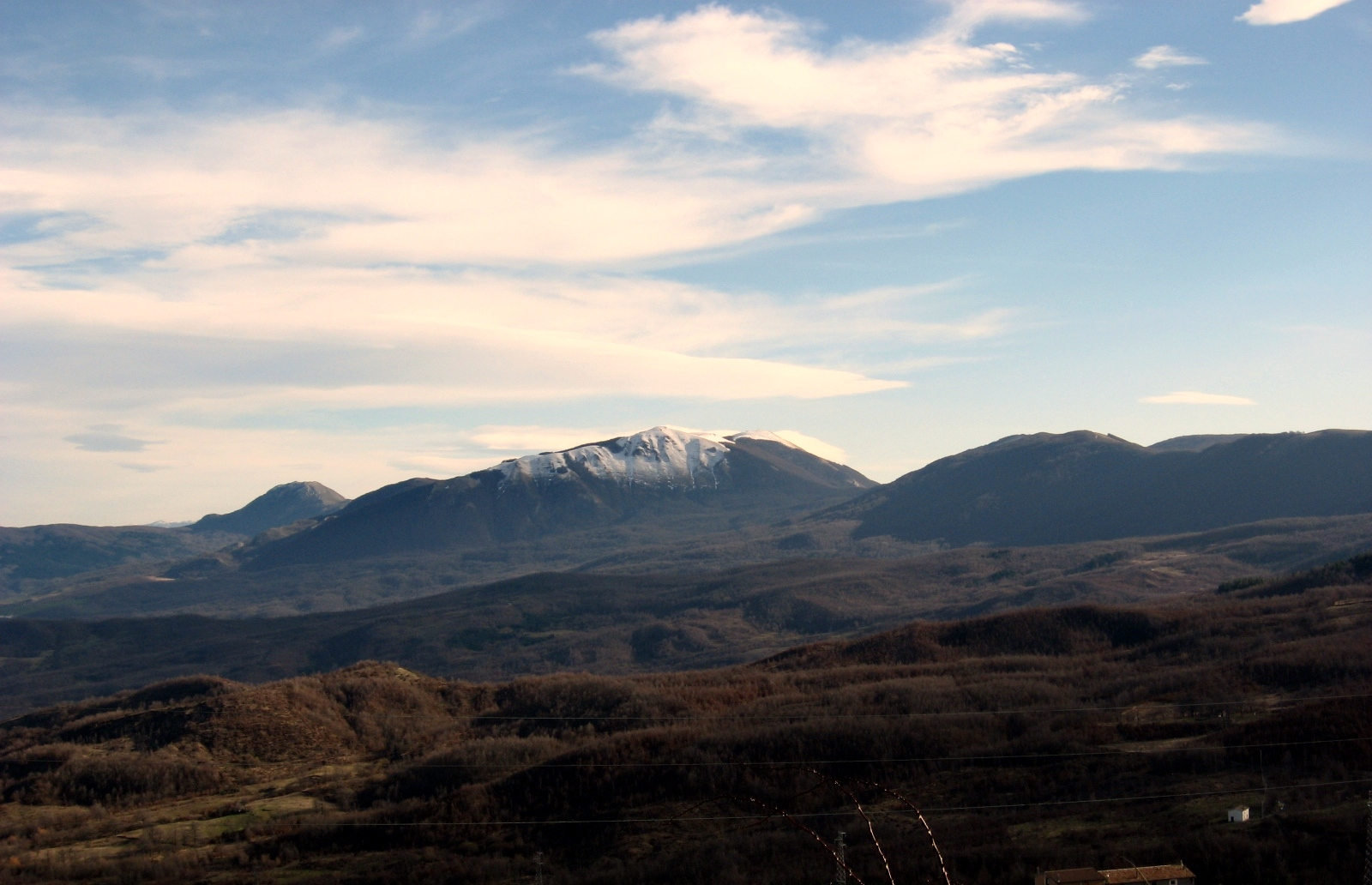
Estensione della foresta verso i monti Volturino e Calvelluzzo.
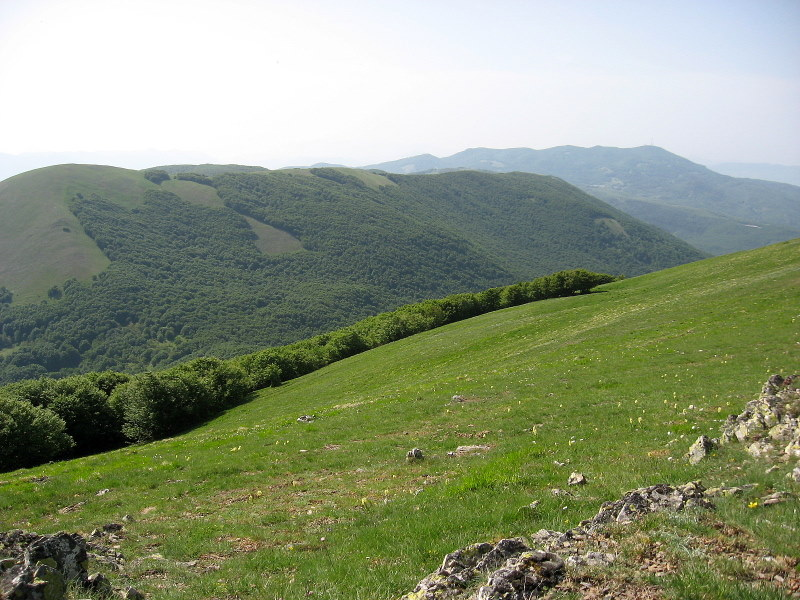
Il monte Calvelluzzo e, più lontano, il gruppo dei monti Pierfaone ed Arioso dalle praterie di vetta del monte Volturino